# Koppe calciphila
Espèce
Koppe calciphila est une espèce d'araignées aranéomorphes de la famille des Liocranidae.

## Distribution
Cette espèce est endémique de Sulawesi en Indonésie. Elle se rencontre dans la formation calcaire au nord de Makassar.

## Description
Le mâle holotype mesure 4,00 mm.

## Publication originale
- Deeleman-Reinhold, 2001 : Forest spiders of South East Asia: with a revision of the sac and ground spiders (Araneae: Clubionidae, Corinnidae, Liocranidae, Gnaphosidae, Prodidomidae and Trochanterriidae. Brill, Leiden, p. 1-591.